# Suzy Solidor
Suzy Solidor (Saint-Servan-sur-Mer, 18 de diciembre de 1900-1983), nacida como Suzanne Louise Marie Marion, fue una cantante, actriz y novelista francesa. Sirvió de modelo a numerosos pintores.

## Biografía
Suzy Solidor nació el 18 de diciembre de 1900 en Saint-Servan-sur-Mer (actualmente Saint-Malo) en el barrio de la Pie. Hija de Louise Marie Adeline Marion, madre soltera de 28 años, se la bautizó con el nombre de Suzanne Louise Marie Marion. Solidor no le avergonzaba decir que uno de sus ancestros era el corsario Surcouf. Y en efecto, su madre era criada de Robert Henri Surcouf, armador, abogado, diputado de Saint-Malo y descendiente de la familia del célebre corsario. Su madre se casó el 10 de septiembre de 1907 con Eugène Prudent Rocher, que reconoció a la niña, que entonces tenía 7 años, dándole el nombre de Suzanne Rocher. Su familia se instaló en el barrio de Solidor en Saint-Servan, lo que le dará más tarde su nombre artístico.
Aprendió a conducir en 1916, lo que la convirtió sin duda en una de las primeras bretonas que obtuvo el carnet de conducir con 17 años. Poco antes del armisticio de 1918, promovida a chófer del estado mayor, condujo ambulancias en el frente de Oise y más tarde en el de Aisne. Tras la I Guerra Mundial se instaló en París. Allí, hacia 1920, conoció a Yvonne de Bremond d'Ars, que se convertiría en su pareja y con la que se inicia en el oficio de anticuaria. Tras su separación en 1930, Suzy Solidor tuvo diversas relaciones, entre otros, con el aviador Jean Mermoz.
A partir de 1933, cantó en «La Vie Parisienne», un cabaré a la moda, «chic et cher», que le pertenecía, en la calle Saint-Anne en París, hasta 1946. Enseguida consiguió una gran fama: auténtico icono de la chanson marítima, musa de pintores y modelo de fotógrafos y revistas de moda.
Durante la Ocupación, su local era frecuentado por los oficiales alemanes. Solidor consideró adecuado añadir a su repertorio una adaptación francesa de la canción alemana Lili Marleen, muy apreciada por los soldados de la Wehrmacht, que algunas unidades incluso convirtieron en canción de marcha. Tras la liberación, la letra de la canción es traducida por la comisión de depuración del medio artístico, que la encuentra culpable y le impone una prohibición temporal de ejercitar.
En 1949 abrió un nuevo cabaret en París, el «Chez Suzy Solidor», en la calle Balzac, que abandonó a finales de la década de 1950 para retirarse a Cagnes-sur-Mer. Abrió un nuevo cabaret, decorado con 225 de sus retratos, donde cantó hasta 1966. Más tarde abrió una tienda de antigüedades en los altos de Cagnes, lugar del castillo de Haut-de-Cagnes. En 1973 donó a la villa de Cagnes-sur-Mer una cuarentena de sus retratos, que figuran hoy entre las obras más importantes del museo de la villa, el Musée-château Grimaldi. Murió el 30 de marzo de 1983 y está enterrada en Cagnes-sur-Mer, donde residía.

## Legado
Suzy Solidor sigue siendo una de las figuras emblemáticas de los años 30, con su físico andrógino, sus cabellos rubios y su flequillo cuadrado, su voz grave y su vida sentimental agitada, tanto más, cuanto que no se privaba de celebrar en algunas de sus canciones el amor sáfico, sus amoríos y sus amigas. Símbolo de la liberación femenina, también contribuyó a dar gran visibilidad al ambiente homosexual parisino de los «locos años veinte».
Modelo célebre de cuerpo escultural, fue retratada por más de 200 pintores, entre ellos, Dufy, Vlaminck, Picabia, Tamara de Lempicka, Man Ray, Jean-Gabriel Domergue, Jean Dominique Van Caulaert, Fabianno, Van Dongen, Foujita, Marie Laurencin, Bacon y Cocteau. 

## Canciones
- "Dans un port" (escrita por ella).
- "C'est à Hambourg".
- "Je t'espère".
- "La fille des bars".
- "Ohé capitaine".
- "La brume sur le quai".
- "Le matelot de Bordeaux".
- "Une fille dans chaque port".
- "Le bateau espagnol".
- "Tout comme un homme".
- "Comme une feuille au vent".
- "Obsession" (chaque femme je la veux), 1933.
- "La belle croisière", 1934.
- "Une femme", 1934.
- "Ouvre", 1934 (Edmond Haraucourt - Laurent-Rualten)
- "La maison des marins", 1934.
- "Les filles de Saint Malo", 1934.
- "La fille des bars", 1934.
- "La belle escale", 1935.
- "Le doux caboulot", 1935.
- "Si l'on gardait", 1935.
- "La belle d'Ouessant", 1935.
- "Mon légionnaire", 1936.
- "Sous tes doigts", 1936.
- "La tonnelle des amoureux", 1936.
- "Hawai nous appelle", 1936.
- "La java du clair de lune", 1936.
- "La chanson de la belle pirate", 1936.
- "Nuit tropicale", 1937.
- "Mon secret", 1938.
- "Johnny Palmer", 1938
- "Si j'étais une cigarette", 1938.
- "Escale", 1938.
- "La danseuse est créole", 1938 (Jacques Plante - Louiguy)
- "On danse sur le port", 1939.
- "J'écrirai", 1939, (écrit par elle).
- "Mon cœur est triste sans amour", 1940.
- "Je ne veux qu'une nuit", 1941.
- "Lily Marlène", 1942.
- "La jolie Julie", 1942.
- "A quoi songes-tu ?", 1943.
- "Le soldat de marine", 1943.
- "Trois lettres de toi", 1943.
- "Le petit rat", 1947.
- "Un air d'accordéon", 1947.
- "Un refrain chantait", 1947.
- "Amours banales", 1947.
- "L'amour commande", 1948.
- Saïgon", 1948.
- "Congo", 1948.
- "Nature boy", 1948.
- "L'inconnue de Londres", 1948.
- "Soir de septembre", 1948.
- "J'aime l'accordéon, 1949.
- "Casablanca, 1949.
- "Valsez Laurence, 1950.
- "La foule", 1951.
- "Brasileira", 1951.
- "Judas", 1952.
- "La brume", 1952.
- "Danse de la corde, 1952.
- "La dame qui chante, 1952.
- "Si le Rhône rencontrait la Seine", 1952.
- "Amor y más amor", 1952.

## Novela
- Térésine, Paris, Les éditions de France, 1939 (220 p.)
- Fil d'or, Paris, Les éditions de France, 1940 (217 p.), portada (fotografía de Suzy Solidor) - novela dedicada "à ceux du Large et à ceux du Bled, à tous ceux des avant-postes, à ceux qui tiennent les portes de l'Empire..."
- Le Fortuné de l'Amphitrite, Paris, Les éditions de France, 1941 (213 p.), portada ilustrada por Marin-Marie, frontispicio por Zinoview (retrato de Suzy Solidor)
- La Vie commence au large, Bruxelles-Paris, Éditions du Sablon, 1944 (242 p.)

## Filmografía
- Escale (1935), de Jean Dalray.
- La Garçonne (1936), de Jean de Limur, con Marie Bell (según una novela de Victor Margueritte).
- La Femme du bout du monde (1937), de Jean Epstein.
- Ceux du ciel (1941), de Yvan Noé, con Marie Bell y Pierre Renoir.

También actuó en el teatro: 
- La ópera de los tres centavos, de Bertolt Brecht, en el teatro Étoile, en 1937, con Raymond Rouleau y Renée Saint-Cyr.
- L'École des hommes, de Jean-Pierre Giraudoux, en el teatro Michel, temporada 1950-1951, obra escrita por ella, donde encarna a una pintora a la que no le gustan los hombres.

## Documental
- Suzy Solidor, un étrange destin, documental de Alain Gallet, 52 minutos, Aligal Production y France 3 Ouest, DVD.

## Artículos de prensa y biografías
- Véronique Mortaigne, Solidor, furieux baisers, Le Monde, numéro 19552 daté du mardi 4 décembre 2007
- Marie-Hélène Carbonel, Suzy Solidor: Une vie d'amours. Éditeur : Autres Temps (2007). Collection: Temps memoire. ISBN 2-84521-295-X